# Diocese de São Francisco de Assis de Jutiapa
A Diocese de São Francisco de Assis de Jutiapa é uma circunscrição eclesiástica católica da Guatemala, com sede em Jutiapa. Foi criada pelo Papa Francisco em 25 de Janeiro de 2016. O seu primeiro e actual Bispo-Eleito é D. Antonio Calderón Cruz.
A Diocese integra 15 Paróquias e, em 2016, dispõe de 24 sacerdotes e 82 religiosos.
A Diocese de São Francisco de Assis de Jutiapa pertence à Província Eclesiástica de Santiago de Guatemala.

## Criação
A criação de um Bispado em Jutiapa foi concretizada através da desanexação de território da Diocese de Jalapa. 
A nova Diocese em Jutiapa foi criada com o nome oficial de Diocese de São Francisco de Assis de Jutiapa por Bula do Papa Francisco de 25 de Janeiro de 2016. 

## Bispos de São Francisco de Assis de Jutiapa
1. D. Antonio Calderón Cruz (2016), Bispo-Eleito desde 25 de Janeiro de 2016, com ordenação episcopal prevista para 23 de Abril de 2016.